# Tourismus in Russland
Russland zählt weltweit zu den bedeutendsten Touristenzielen, im Jahr 2013 reisten 28 Millionen Ausländer in das Land. Bedeutende Attraktionen sind etwa die 24 russischen UNESCO-Welterbestätten, die abwechslungsreiche Natur und Städte wie Moskau, Sankt Petersburg, Nischni Nowgorod oder Kasan. Im Travel and Tourism Competitiveness Report 2017 des World Economic Forum belegt Russland Platz 43 von 136 Ländern.
Dennoch zählt Russland in Westeuropa noch immer nicht zu den klassischen Reiseländern. Insbesondere Individualtouristen werden häufig durch die Schwierigkeiten abgeschreckt, die mit einem Besuch dieses Landes verbunden sind (z. B. bürokratische Hemmnisse bei der Visumbeschaffung, überteuerte Unterkünfte, Sprachprobleme). In letzter Zeit bemüht man sich von russischer Seite, auch Individualreisen einfacher zu gestalten. 2001 ließen 21,2 Mio. Auslandsgäste ca. 7,5 Mrd. US-Dollar nach Russland fließen. Zwischen 1995 und 2011 ist der Tourismus in Russland um 27 Prozent angewachsen. Die größte Gruppe unter den Auslandsgästen stellten im Jahr 2011 Touristen aus Deutschland, gefolgt von Reisenden aus China sowie den USA. Der Tourismus macht drei Prozent des russischen BIP aus.

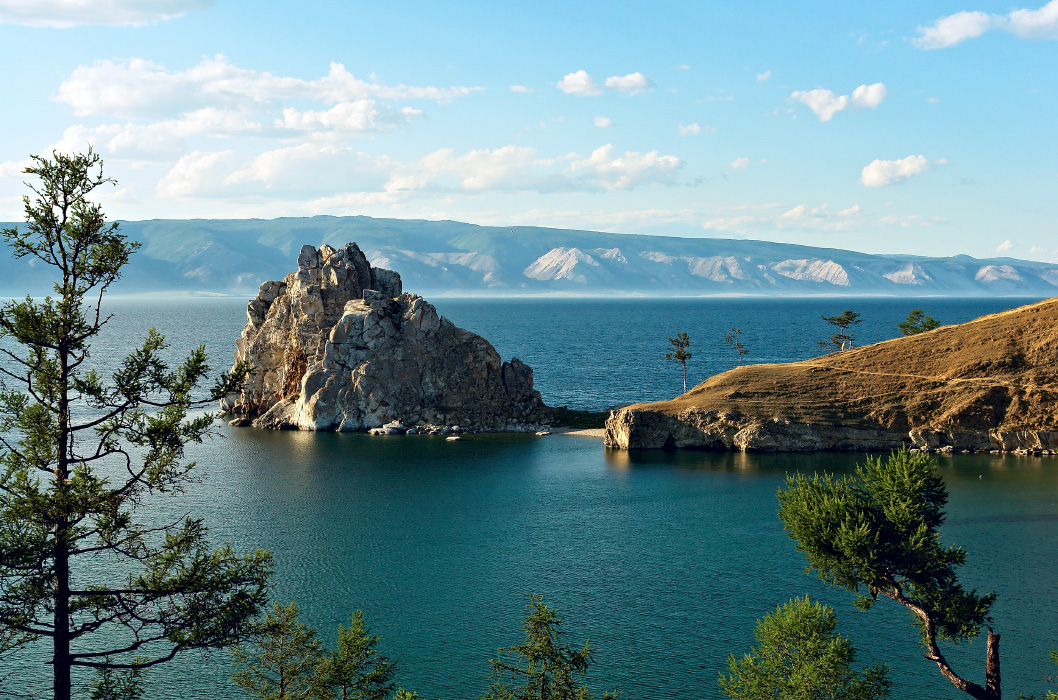
Der Baikal-See

Jedoch erfreuten sich einige Städte und Gebiete auch schon zu Zeiten der Sowjetunion großer Beliebtheit bei Reisegruppen. Dies hat sich bis heute nicht geändert:

## Reiseziele

### Moskau

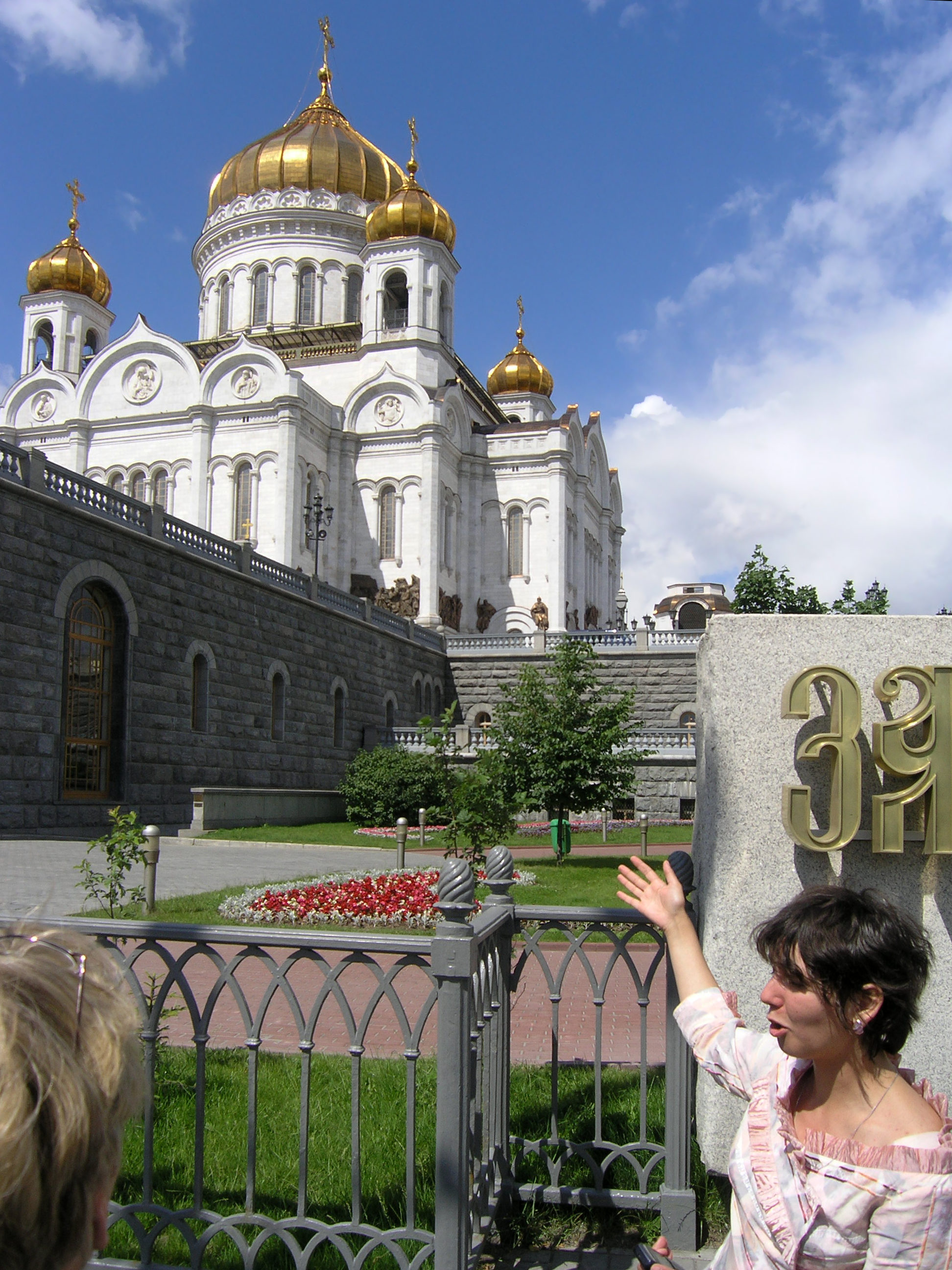
Stadtführung in Moskau

Moskau, die größte und bedeutendste Stadt des Landes, bildet meistens den Ausgangspunkt für weitere Reisen. Sehenswürdigkeiten hier umfassen den Kreml, die Altstadt um den Roten Platz mit dem Lenin-Mausoleum und den Manegeplatz, die Einkaufsstraße Arbat, das Kaufhaus GUM, das Bolschoi-Theater, die Basilius-Kathedrale, die Christ-Erlöser-Kathedrale und zahlreiche Museen. Auch die Metro ist aufgrund ihrer Verzierung mit Kronleuchtern und Steinskulpturen eine Sehenswürdigkeit.

### Sankt Petersburg
Die alte Zarenstadt Sankt Petersburg mit ihren alten Palästen, Museen und Kanälen ist häufig Ziel von Kreuzfahrten auf der Ostsee. Sehenswert sind hier vor allem die renovierte Altstadt, die Eremitage, die Isaakskathedrale, die Peter-Pauls-Festung, die Weißen Nächte, Schloss Peterhof und verschiedene Theater und Museen.

### Nischni Nowgorod
Die Hauptstadt der Wolga-Region Nischni Nowgorod ist das Zentrum einer Flusskreuzfahrt entlang der Wolga und des sogenannten „jüngeren Bruders“ von Moskau. Hier sind der alte Kreml, die berühmte Messe (wo man das Hauptmuseum, die Verklärungskathedrale und die Alexander-Newski-Kathedrale finden kann), die Nischni Nowgorod Arbat (Bolschaja-Pokrowskaja-Straße), die Roschdestwenskaja-Straße und die Geburtskirche, das Wolga-Seilbahn und eine große Anzahl von Theatern, Museen und anderen Attraktionen. Hier ist Gorkier Automobilwerk – das größte russische Automobilwerk.

### Kaliningrader Gebiet
Das ehemalige Königsberg und seine Umgebung waren nach Öffnung des Gebietes Anfang der 1990er Jahre vor allem Ziel von Heimwehtouristen aus Deutschland. Inzwischen fahren jedoch zunehmend Inlandstouristen hierher. Der Heimwehtourismus ist weitgehend abgeebbt.

### Altai (Altai-Gebirge)
Der Altai ist ein Hochgebirge, das von Steppen im Westen und Wüsten im Osten umgeben wird. Es befindet sich in Westsibirien an dem Vierländereck zwischen Russland, China, Mongolei und Kasachstan. Das touristisch gut erschlossene Zielgebiet bietet vielfältige Erholungsmöglichkeiten: von Sporttourismus (Rafting, Klettern, und Bergwandern) bis hin zum Naherholungstourismus.
Die Region Altai wurde im Dezember 2006 gesetzlich zu einer der vier Spielzonen Russlands erklärt. Ab 2009 dürfen laut der neuen Regelung nach strengen Vorgaben ausschließlich hier Spielstätten und Kasinos eröffnet und betrieben werden.

### Baikalsee
Der Baikalsee ist touristisch gut erschlossen und konnte bereits in sowjetischen Zeiten von ausländischen Touristen besucht werden. Neben Bootstouren und Besuch der heißen Quellen gehören Fernwanderungen in der Natur zu den Möglichkeiten. Bekannte Wanderwege sind unter anderem der 1800 km lange Great Baikal Trail um den See sowie der Frolikha Adventure Coastline Track. Ausgangspunkte für eine Tour zum Baikalsee sind die etwa 50 km westlich vom See gelegene Stadt Irkutsk sowie die Ortschaft Listwjanka.

### Schwarzes Meer
Das Hauptreiseziel der Sowjetunion in diesem Gebiet, war neben der Krim, immer Sotschi, das ein ganz eigenes Klima aufweist, darüber hinaus befinden sich noch einige Badeorte an der Küste des Schwarzen Meeres auf dem Gebiet Russlands, z. B. Tuapse und Anapa. Schwarzes Meer heißt auf Russisch Tschornoe More (Чёрное море).

### Goldener Ring
Mit der Bezeichnung Goldener Ring benennt man eine Gruppe sehr alter Städte in der Umgebung der Hauptstadt Moskau mit sehenswerten Altstädten, Kathedralen und Klöstern.

### Kamtschatka
Die im Nordosten Russlands gelegene Halbinsel Kamtschatka bietet Trekkingtouristen viele Naturparks mit aktiven Vulkanen, heißen Quellen, Geysiren, kristallklaren Seen und eindrucksvoller Natur. Einige Gebiete sind nur mit dem Hubschrauber erreichbar.

## Transsibirische Eisenbahn
Für die Transsibirische Eisenbahn gibt es sowohl Pauschalangebote in Form von Schienenkreuzfahrten in Luxuszügen wie auch Angebote für Rucksacktouren in Regelzügen. Sehenswürdigkeiten entlang der Strecke sind verschiedene Städte wie Nischni Nowgorod, Jekaterinburg, Irkutsk, Ulan-Ude, Chabarowsk oder der Endpunkt Wladiwostok sowie die sibirische Landschaft (insbesondere der Baikalsee).

## Flusskreuzfahrten
Flusskreuzfahrten auf Wolga, Ob, Lena oder Jenissei erfreuen sich zunehmender Beliebtheit. Diese Fahrten werden meistens von westeuropäischen Reisebüros organisiert. Die Schiffe besitzen ebenfalls eine westeuropäische Ausstattung.

## Einreisebestimmungen
Als Reisedokument für die Einreise nach Russland wird der Reisepass und der provisorische Reisepass akzeptiert (sechs Monate Gültigkeit). Kindereinträge im Reisepass eines Elternteils sind seit dem 26. Juni 2012 nicht mehr gültig. Jedes Kind benötigt einen eigenen Kinderreisepass, ab 12 Jahren mit Foto.
Für deutsche, österreichische und Schweizer Staatsbürger ist eine Einreise nach Russland nur mit einem gültigen Visum möglich. Die Gültigkeit des Visums richtet sich nach den im Visumantrag erklärten Daten der Einreise und Ausreise. Der Reisepass muss bei Antragstellern mit deutscher Staatsangehörigkeit zum Zeitpunkt der im Antrag angegebenen Ausreise noch mindestens drei Monate lang gültig sein, sonst (bei anderer Staatsbürgerschaft) sechs Monate.
Das Visum muss vor Reisebeginn beantragt werden, das sogenannte visa on arrival (Visum bei Ankunft) bei der Einreise in Russland gibt es nicht.
Zur Beantragung benötigen deutsche Reisende neben dem Reisepass, dem unterschriebenen Visumantrag und einem in das Antragsformular eingeklebten Passfoto (3 × 4 cm) den Nachweis des Bestehens einer Auslandsreisekrankenversicherung und eine Garantie der Rückkehrwilligkeit (Gehaltsnachweis, Wohneigentum, Kontoauszug etc.). Weitere Unterlagen können vom Konsulat verlangt werden.
Seit dem 8. Januar 2013 werden nur noch elektronisch ausgefüllte Visumanträge bearbeitet, nachdem diese ausgedruckt und vom Antragsteller unterschrieben wurden. Für eine Übergangszeit von November 2012 bis zum 7. Januar 2013 wurden sowohl die herkömmlichen A4-Formulare der Konsulate als auch Ausdrucke von elektronischen Visumbeantragungen akzeptiert. Das Visum kann persönlich im Konsulat, im Büro der Visahandling Service GmbH, über einen Visumdienstleister oder eine Person des Vertrauens beantragt werden. Bei einem Aufenthalt von mehr als einer Woche muss man sich binnen der ersten sieben Werktage bei der Migrationsbehörde oder im Hotel registrieren lassen. Die Registrierung lässt sich auch auf Postämtern durchführen, aber nicht bei allen. Die Post führt eine Identifizierung durch und leitet das ausgefüllte Anmeldeformular an die Migrationsbehörde weiter. Für die 7-Werktage-Frist zählt der Zugang der Anmeldung in der Migrationsbehörde. Die Postlaufzeit ist daher mitzuberücksichtigen.
Seit dem 1. August 2023 können Bürger aus 55 Staaten, darunter Deutschland, Österreich und die Schweiz, ein E-Visum beantragen. Dieses ermöglicht einen 16-tägigen Aufenthalt zu touristischen Zwecken.